# EuroAtlantic Airways
EuroAtlantic Airways (zuvor Air Madeira) ist eine portugiesische Fluggesellschaft mit Sitz in Sintra und Basis auf dem Flughafen Lissabon-Portela. Sie ist auf das Leasinggeschäft mit Flugzeugen spezialisiert.

## Geschichte

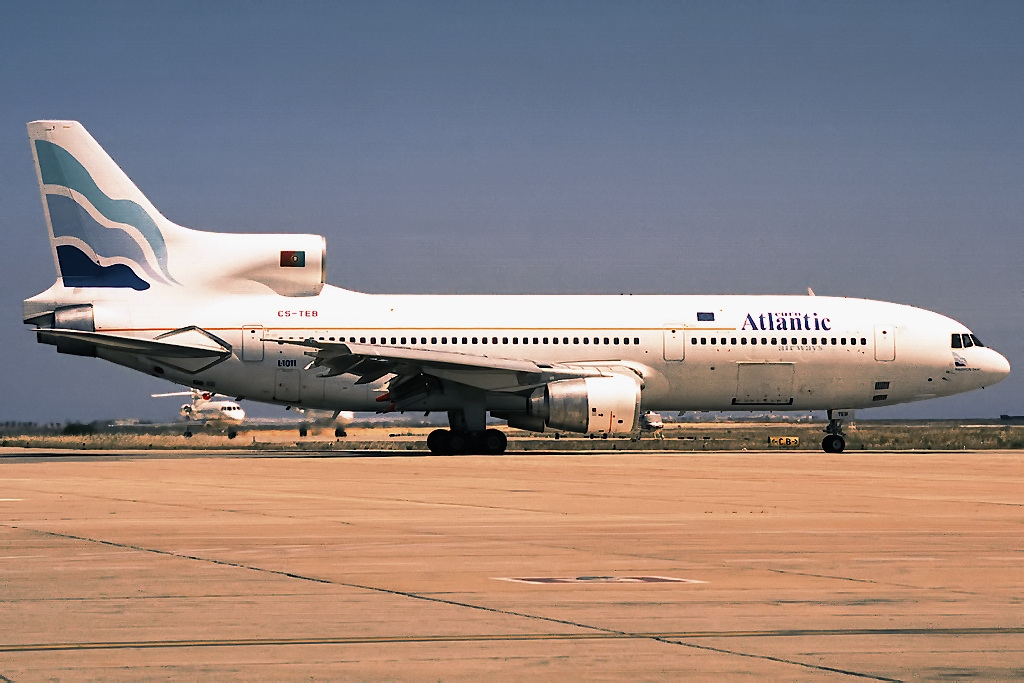
Lockheed L-1011-500 TriStar der EuroAtlantic Airways

Die Gesellschaft wurde im Jahr 1993 von Tomaz Metello unter dem Namen Air Zarco gegründet und nahm im Mai 1997 zunächst unter dem Handelsnamen Air Madeira den Flugbetrieb auf. Anfangs wurden mit einer Lockheed L-1011 TriStar transatlantische Charterflüge durchgeführt. Seit 1999 besitzt die Gesellschaft die Erlaubnis, auch Linienflüge anzubieten. Ein Jahr später erhielt sie ihren heutigen Namen EuroAtlantic Airways. EuroAtlantic bietet Flugzeugleasing für andere Fluggesellschaften und Charterflüge für Reiseveranstalter an und ist Anbieter von Dienstleistungen an Flughäfen.
EuroAtlantic Airways war die letzte europäische Fluggesellschaft, die eine Lockheed L-1011 im regulären Passagierdienst einsetzte. Diese Maschine wurde im Frühjahr 2010 stillgelegt.
EuroAtlantic Airways unterhält ein Wartungsabkommen mit TAP Portugal und hält 38 % der Anteile an STP Airways, der nationalen Fluggesellschaft von São Tomé und Príncipe.

## Flugziele
EuroAtlantic Airways führt internationale Charterflüge mit Fokus auf die USA, Kanada, Mexiko, Australien, Pakistan und Osttimor durch und bietet darüber hinaus ihre Flugzeuge auch im Wet-Lease anderen Fluggesellschaften an, unter anderem für TUIfly und TAP Portugal.
Die Regierung von Guinea-Bissau hat mit EuroAtlantic Airways im November 2014 einen Vertrag für Flüge zwischen Bissau und Lissabon abgeschlossen. Damit hatte das westafrikanische Land vorübergehend wieder einen direkten Europaflug.

## Flotte

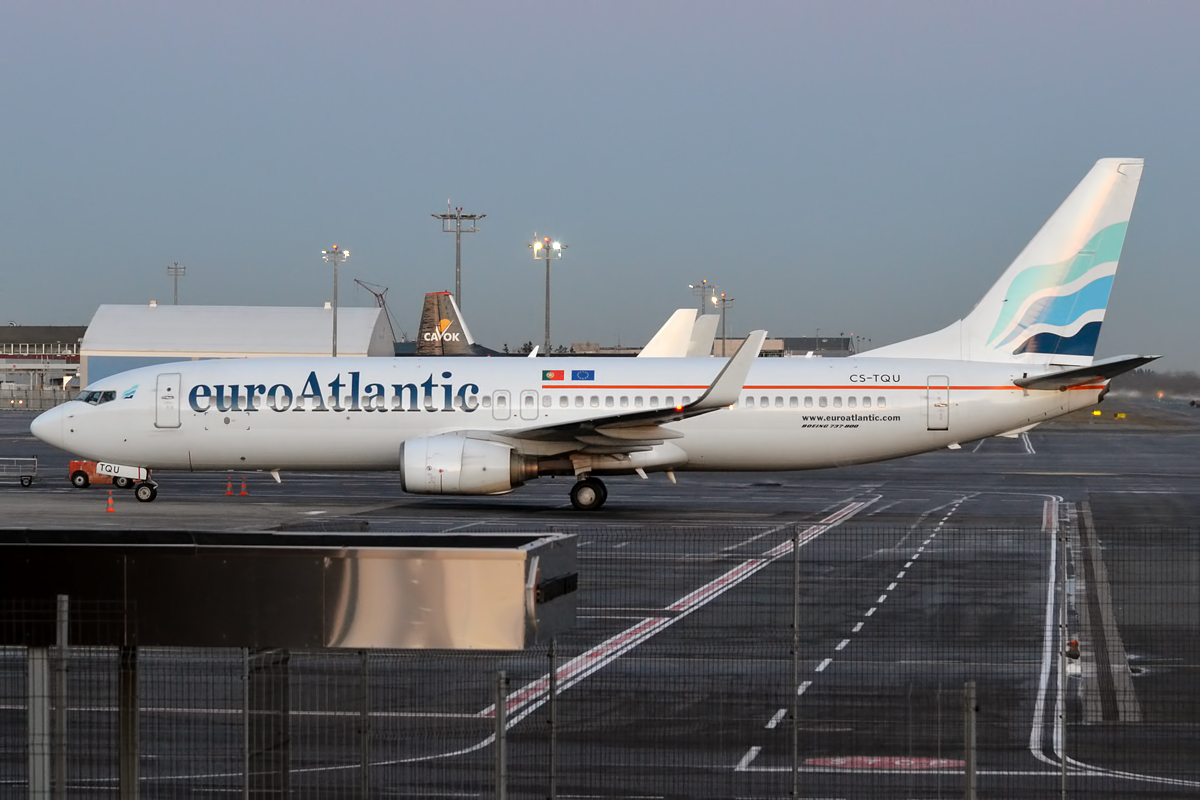
Boeing 737-800 der EuroAtlantic Airways

### Aktuelle Flotte
Mit Stand April 2025 besteht die Flotte der EuroAtlantic Airways aus fünf Flugzeugen mit einem Durchschnittsalter von 22,0 Jahren:
| Flugzeugtyp      | Anzahl | bestellt | Anmerkungen     | Sitzplätze (Business/Eco+/Eco) | Durchschnittsalter |
| ---------------- | ------ | -------- | --------------- | ------------------------------ | ------------------ |
| Boeing 767-300ER | 3      |          | je eine inaktiv | 309 (-/-/309) 267 (-/-/267)    | 22,5 Jahre         |
| Boeing 777-200ER | 2      |          | je eine inaktiv | 293 (30/24/239)                | 21,2 Jahre         |
| Gesamt           | 6      | -        |                 |                                | 22,0 Jahre         |

### Aktuelle Sonderbemalungen
| Flugzeugtyp      | Luftfahrzeugkennzeichen | Bemalung           | Zeitraum                                         | Bild |
| ---------------- | ----------------------- | ------------------ | ------------------------------------------------ | --- |
| Boeing 767-300ER | CS-TST CS-TSU           | „30th Anniversary“ | seit Februar 2023                                | Bild gesucht Die Wikipedia wünscht sich an dieser Stelle ein Bild. Falls du dabei helfen möchtest, erklärt die Anleitung , wie das geht. |
| Boeing 777-200ER | CS-TSW CS-TSX           | „30th Anniversary“ | CS-TSW: seit Juli 2023 CS-TSX: seit Februar 2023 | |

### Ehemalige Flugzeugtypen
In der Vergangenheit setzte EuroAtlantic Airway bereits folgende Flugzeugtypen ein:
- Boeing 737-300
- Boeing 737-800
- Boeing 757-200
- Lockheed L-1011-500 TriStar